# Conger Sund
Conger Sund är ett sund i Grönland (Kungariket Danmark). Det ligger i den norra delen av Grönland, 2 200 km norr om huvudstaden Nuuk.